# Tuamasaga
Tuamasaga je jedan od jedanaest distrikta u Samoi. Središte distrikta je u naselju Afega.
Distrikt se nalazi u središnjem dijelu otoka Upolu, prostire se na 479 km2.  Susjedni samoanski distrikti su A'ana na zapadu, Gaga'emauga na jugozapadu i sjeveru te Atua na istoku. 
Prema podacima iz 2001. godine u distriktu živi 83.191 stanovnika, dok je prosječna gustoća naseljenosti 174 stanovnika na km².